# 猿沢バイパス
猿沢バイパス（さるさわバイパス）は、岩手県一関市を通る国道343号のバイパス道路。

## 概要
猿沢地区における急カーブ・幅員狭小・未舗装箇所解消の為に整備された片側1車線のバイパス。途中猿沢・鳶が森の2トンネルを掘削して直線化した。

### 路線データ
- 起点：一関市大東町猿沢字小森（国道456号・岩手県道105号猿沢東山線交点）
- 終点：一関市東山町田河津字夏山（岩手県道289号柴宿横沢線交点）